# Сюзяшурка
Сюзяшурка (Сюзя-Шурка) — река в России, протекает в Можгинском и Малопургинском районах Удмуртии. Правый приток реки Постолка, бассейн Камы.

## География
Длина реки составляет 22 км. Сюзяшурка начинается на севере Можгинского района, течёт на юг. На левом берегу деревня Брагино, на правом — Подгорная, в которой река запружена. Южнее на левом берегу деревня Чурашур, ниже которой река поворачивает на северо-восток. На левом берегу деревня Пашур, ниже при впадении левого притока Ляшурка деревня Сизяшур. Ещё ниже Сюзяшурка принимает левый приток Большая Увайка. Ниже по правому берегу деревня Вишур. Сюзяшурка впадает в Постолку в 27 км от устья последней.

## Данные водного реестра
По данным государственного водного реестра России относится к Камскому бассейновому округу, водохозяйственный участок реки — Иж от истока и до устья, речной подбассейн реки — бассейны притоков Камы до впадения Белой. Речной бассейн реки — Кама.
Код водного объекта в государственном водном реестре — 10010101212111100027217.